# 大志生木海岸
大志生木海岸（おおじゅうきかいがん）は、大分県大分市大字志生木にある海岸である。

## 概要
大分市東部の佐賀関半島の国道197号沿いにある海岸で、夏は西隣の神崎海水浴場とともに多くの海水浴客でにぎわう。なお、海岸付近には弁天鼻と呼ばれる岬があり、その岬の西側の海岸を大志生木海岸、東側の海岸を小志生木海岸と呼ぶ。